# Robinson Mill (California)
Robinson Mill es un lugar designado por el censo ubicado en el condado de Butte en el estado estadounidense de California. En el año 2010 tenía una población de 80 habitantes.

## Geografía
Robinson Mill se encuentra ubicado en las coordenadas 39°29′13.2″N 121°19′22.8″O / 39.487000, -121.323000.